# 5-я сессия Комитета всемирного наследия ЮНЕСКО
5-я сессия Комитета всемирного наследия ЮНЕСКО проходила с 26 по 30 октября 1981 года в Сиднее, Австралия. Было подано 26 заявок для всемирного наследия. Одобрено 15 культурного объектов, 9 природных объектов и 2 смешанных объектов. Таким образом, общее число достигло - 111 (80 объектов культурного наследия, 27 объектов природного наследия и 4 смешанного наследия).

## Объекты, внесённые в список всемирного наследия

### Культурное наследие
Гватемала: Археологический парк и руины Киригуа
Германия: Кафедральный собор в городе Шпайер
Германия: Вюрцбургская резиденция
Иерусалим: Старая часть города Иерусалим и его стены (в Иордании)
Канада: Национальный парк Гуаи-Хаанас
Канада: Место охоты на бизонов - «Хэд-Смешт-Ин-Баффало-Джамп-Комплекс»
Марокко: Медина (старая часть) города Фес
Пакистан: Исторические памятники в Макли, Татта
Пакистан: Форт и сады Шалимар в городе Лахор
Танзания: Руины Килва-Кисивани и Сонга-Манара
Франция: Дворец и парк Фонтебло
Франция: Кафедральный собор в городе Амьен
Франция: Древнеримский театр с окружением и Триумфальная арка Оранжа (расширен в 2007)
Франция: Древнеримские и романские памятники в городе Арль
Франция: Цистерцианский монастырь Фонтене

### Смешанные объекты
Австралия: Национальный парк Какаду (расширен в 1987 и 1992 гг.)
Австралия: Озёрный район Уилландра

### Природные объекты
Аргентина: Национальный парк Лос-Гласьярес
Австралия: Большой Барьерный риф
Гвинея / Кот-д’Ивуар: Природный резерват Маунт-Нимба
Панама: Национальный парк Дарьен
Сенегал: Орнитологический резерват Джудж
Сенегал: Национальный парк Ниоколо-Коба
США: Национальный парк Мамонтова пещера
США: Национальный парк Олимпик
Танзания: Национальный парк Серенгети